# Fila brasileiro
Fila brasileiro, är en hundras av molossertyp från Brasilien. Det är en storvuxen mastifftyp som är känd för sitt mycket skarpa temperament och använd framförallt som vakthund och sällskapshund. Hundens misstänksamhet mot främlingar kallas på portugisiska för ojeriza. Fila står för bita fast eller hålla i fast grepp.

## Historia
Fila brasileiro härstammar från stridshundar och jaktmastiffer som conquistadorerna förde med sig från Portugal och Spanien. Senare tros blodhund ha korsats in.
Filan användes främst som vakthund, men även till jakt på jaguar och annat storvilt och för att fånga in förrymda slavar. Den användes även som boskapshund, både som vakt och vallare.
Den första rasstandarden upprättades 1946. Det finns ett fåtal uppfödare av rasen i Sverige. Den är förbjuden i Storbritannien, Norge och Danmark.

## Egenskaper
Dess temperament gör den lämplig som vakthund. Den behöver inte tränas att vakta, men den kräver en mycket kunnig och ansvarsfull ägare. Dessa hundar är inte lämpade för stadslivet och de är oberäkneliga tillsammans med främlingar. Detta är den enda hundras som domare inte rör på hundutställningar, just på grund av rasens medfödda aggressivitet mot främlingar.
Med familjen är de vänliga och tillgivna. Det finns ett brasilianskt ordspråk som lyder "trogen som en fila".

## Utseende
Till utseendet liknar filan en korsning mellan mastiff, bulldogg och blodhund. Huvudet är stort och tungt i förhållande till kroppen. Den har hängande överläppar och löst skinn på halsen. Den har mycket kraftig benstomme, rektangulär kropp och skall ge ett massivt uttryck.